# Xã Noble, Quận Marshall, Kansas
Xã Noble (tiếng Anh: Noble Township) là một xã thuộc quận Marshall, tiểu bang Kansas, Hoa Kỳ. Năm 2010, dân số của xã này là 195 người.